# Anisostachya parvifolia
Anisostachya parvifolia är en akantusväxtart som beskrevs av Raymond Benoist. Anisostachya parvifolia ingår i släktet Anisostachya och familjen akantusväxter. Inga underarter finns listade i Catalogue of Life.